# Bolbitis lonchophora
Bolbitis lonchophora är en träjonväxtart som först beskrevs av Kze., och fick sitt nu gällande namn av Carl Frederik Albert Christensen. Bolbitis lonchophora ingår i släktet Bolbitis och familjen Dryopteridaceae. Inga underarter finns listade.